# Heather Corrie
Heather Corrie (ur. 25 lipca 1971) – amerykańska slalomistka kajakowa. Brała udział w 29. Letnich Igrzyskach Olimpijskich. Obecnie mieszka w Loughborough w Wielkiej Brytanii. Ma 173 cm wzrostu i waży 59 kg.
W pierwszym wyścigu kwalifikacyjnym była 12 z czasem 105.78. W drugim wyścigu kwalifikacyjnym była 13 z czasem 105.53. Razem dało jej to 211.31 i 10. miejsce. W półfinale była 8 z czasem 112.51. Dotarła do finału i zajęła w nim 8. miejsce z czasem 104.37.